# Twin Lakes (Minnesota)
Twin Lakes es una ciudad ubicada en el condado de Freeborn en el estado estadounidense de Minnesota. En el Censo de 2010 tenía una población de 151 habitantes y una densidad poblacional de 113,87 personas por km².

## Geografía
Twin Lakes se encuentra ubicada en las coordenadas 43°33′39″N 93°25′25″O / 43.56083, -93.42361. Según la Oficina del Censo de los Estados Unidos, Twin Lakes tiene una superficie total de 1.33 km², de la cual 1.27 km² corresponden a tierra firme y (4.3%) 0.06 km² es agua.

## Demografía
Según el censo de 2010, había 151 personas residiendo en Twin Lakes. La densidad de población era de 113,87 hab./km². De los 151 habitantes, Twin Lakes estaba compuesto por el 97.35% blancos, el 0% eran afroamericanos, el 0% eran amerindios, el 0% eran asiáticos, el 0% eran isleños del Pacífico, el 1.99% eran de otras razas y el 0.66% pertenecían a dos o más razas. Del total de la población el 1.99% eran hispanos o latinos de cualquier raza.